# May Sabai Phyu
May Sabai Phyu és una activista de l'estat de Kachin, a Birmània. Ha lluitat en defensa dels drets humans, la llibertat d'expressió, la pau, la justícia en les minories birmanes, contra les violències al Kachin però també les violències de gènere i la promoció de l'igualtat de gènere. Va rebre, l'any 2015, el Premi Internacional Dona Coratge.